# Miechucińskie Chrósty (Miechucino)
Miechucińskie Chrósty (dodatkowa nazwa w j. kaszub. Miechùcczé Chróstë) – część kaszubskiej wsi Miechucino w Polsce, położona w województwie pomorskim, w powiecie kartuskim, w gminie Chmielno. Miechucińskie Chrósty leżą na obszarze Pojezierza Kaszubskiego i znajdują się na terenie Kaszubskiego Parku Krajobrazowego. Miechucińskie Chrósty wchodzą w skład sołectwa Miechucino.
W latach 1975–1998 Miechucińskie Chrósty administracyjnie należały do województwa gdańskiego.